# Campionato asiatico per club (femminile)
Il campionato asiatico per club è una competizione pallavolistica per squadre di club asiatiche e oceaniane femminili, organizzata con cadenza annuale dall'AVC.

## Edizioni
| Edizione                                                           | Edizione          | Podio                       | Podio                       | Podio             |
| Anno                                                               | Organizzatore     | Campione                    | Seconda                     | Terza             |
| ------------------------------------------------------------------ | ----------------- | --------------------------- | --------------------------- | ----------------- |
| Dal 1999 al 2003 la competizione è denominata Coppa AVC per club   |                   |                             |                             |                   |
| 1999 Dettagli                                                      | Ubon Ratchathani  | LG Petrochemical            | Aero Thai                   | Shanghai          |
| 2000 Dettagli                                                      | Shaoxing          | Shanghai                    | NEC Red Rockets             | Zhejiang          |
| 2001 Dettagli                                                      | Ho Chi Minh City  | Shanghai                    | Hisamitsu Springs Attackers | Aero Thai         |
| 2002 Dettagli                                                      | Bangkok           | Hisamitsu Springs Attackers | BEC World                   | Rahat             |
| 2003                                                               | -                 | Non disputata               | Non disputata               | Non disputata     |
| Dal 2004 la competizione è denominata campionato asiatico per club |                   |                             |                             |                   |
| 2004 Dettagli                                                      | Almaty            | Rahat                       | Bayi                        | Chung Shan        |
| 2005 Dettagli                                                      | Ninh Bình         | Tianjin                     | Chung Shan                  | Korea Expressway  |
| 2006 Dettagli                                                      | Manila            | Tianjin                     | Chung Shan                  | Sang Som          |
| 2007 Dettagli                                                      | Vinh Phuc         | Rahat                       | Sang Som                    | Hisamitsu Springs |
| 2008 Dettagli                                                      | Vinh Phuc         | Tianjin                     | Sang Som                    | Toray Arrows      |
| 2009 Dettagli                                                      | Nakhon Pathom     | Federbrau                   | Tianjin                     | Toray Arrows      |
| 2010 Dettagli                                                      | Gresik            | Federbrau                   | Žetysu                      | JT Marvelous      |
| 2011 Dettagli                                                      | Vinh Phuc         | Federbrau                   | Tianjin                     | Žetysu            |
| 2012 Dettagli                                                      | Nakhon Ratchasima | Tianjin                     | Toray Arrows                | Chang             |
| 2013 Dettagli                                                      | Da Lak            | Guangdong Hengda            | Almatı                      | PFU BlueCats      |
| 2014 Dettagli                                                      | Nakhon Pathom     | Hisamitsu Springs           | Tianjin                     | Žetysu            |
| 2015 Dettagli                                                      | Ha Nam            | Bangkok Glass               | Hisamitsu Springs           | Zhejiang          |
| 2016 Dettagli                                                      | Biñan             | NEC Red Rockets             | Bayi                        | Bangkok Glass     |
| 2017 Dettagli                                                      | Öskemen           | Supreme Chonburi            | Hisamitsu Springs           | Tianjin           |
| 2018 Dettagli                                                      | Öskemen           | Supreme Chonburi            | NEC Red Rockets             | Jiangsu           |
| 2019 Dettagli                                                      | Tientsin          | Tianjin                     | Supreme Chonburi            | Hisamitsu Springs |
| 2020                                                               | -                 | Non disputato               | Non disputato               | Non disputato     |
| 2021 Dettagli                                                      | Nakhon Ratchasima | Altay                       | Nakhon Ratchasima           | Supreme Chonburi  |
| 2022 Dettagli                                                      | Semej             | Qýanysh                     | Altay                       | Diamond Food      |

## Palmarès per club
| Squadra              | Titolo | Edizione                     |
| -------------------- | ------ | ---------------------------- |
| Tianjin              | 5      | 2005, 2006, 2008, 2012, 2019 |
| Chang                | 3      | 2009, 2010, 2011             |
| Shanghai             | 2      | 2000, 2001                   |
| SAGA Springs         | 2      | 2002, 2014                   |
| Rahat                | 2      | 2004, 2007                   |
| Supreme Chonburi     | 2      | 2017, 2018                   |
| GS Caltex Seoul      | 1      | 1999                         |
| Guangdong Hengda     | 1      | 2013                         |
| Bangkok Glass        | 1      | 2015                         |
| Red Rockets Kawasaki | 1      | 2016                         |
| Altay                | 1      | 2021                         |
| Qýanysh              | 1      | 2022                         |

## Palmarès per nazioni
| Nazione       | Titolo |
| ------------- | ------ |
| Cina          | 8      |
| Thailandia    | 6      |
| Kazakistan    | 4      |
| Giappone      | 3      |
| Corea del Sud | 1      |